# Chinesische Nationalspiele 2009/Badminton
Bei den Chinesischen Nationalspielen 2009 wurden vom 8. bis zum 18. Oktober
2009 in Qingdao im Badminton fünf Einzel- und zwei Teamwettbewerbe ausgetragen.

## Finalergebnisse
| Disziplin    | Sieger                  | Finalist                | Ergebnis            |
| ------------ | ----------------------- | ----------------------- | ------------------- |
| Herreneinzel | Lin Dan                 | Bao Chunlai             | 21-11, 21-3         |
| Dameneinzel  | Wang Lin                | Wang Shixian            | 16-21, 21-18, 21-11 |
| Herrendoppel | Xu Chen Cai Yun         | Fu Haifeng Zhu Lihua    | 21-15, 21-16        |
| Damendoppel  | Du Jing Yu Yang         | Wang Xiaoli Zhao Yunlei | 21-13, 21-14        |
| Mixed        | He Hanbin Zhao Tingting | Zheng Bo Tian Qing      | 14-21, 21-8, 21-19  |
| Herrenteam   | Jiangsu                 | Fujian                  |                     |
| Damenteam    | Jiangsu                 | Guangdong               |                     |